# Sonja Johnson
Sonja Johnson, född den 14 december 1967 i Albany i Western Australia i Australien, är en australisk ryttare.
Hon tog OS-silver i lagtävlingen i fälttävlan i samband med de olympiska ridsporttävlingarna 2008 i Peking.